# キリキア属州

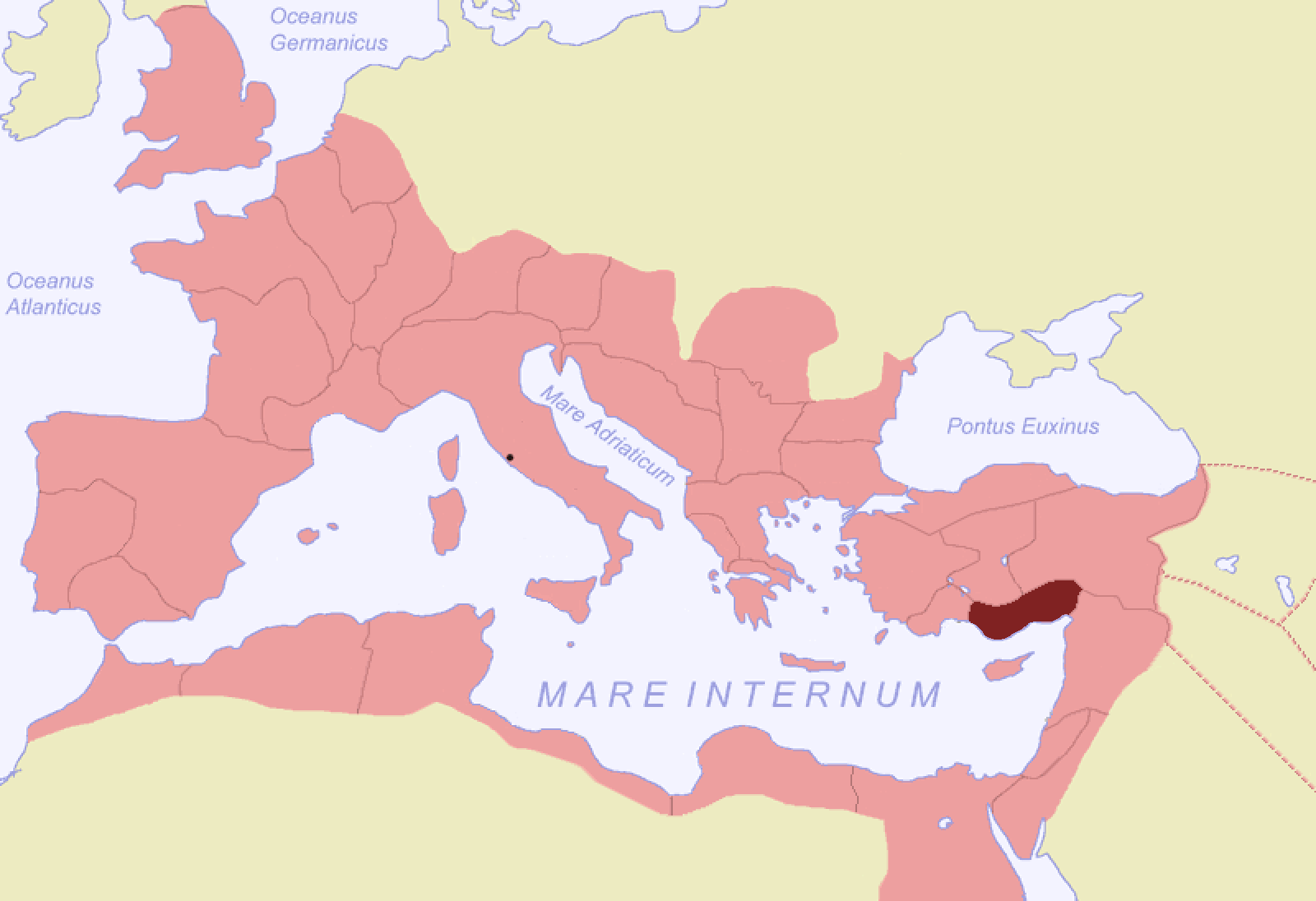
属州の位置

キリキア属州（キリキアぞくしゅう、ラテン語: Provincia Cilicia）は、共和政末期から帝政時代のローマの属州である。領域は、現在のトルコのアナトリア半島（小アジア）南東部、地中海に面した地域（キリキア地方）である。
第三次ミトリダテス戦争においてポントス王国に勝利した共和政ローマのポンペイウスが、東方に軍事的プレゼンスを示すために併合した地域に、紀元前64年に創設した属州である。
297年頃、ディオクレティアヌス帝（在位 284年-305年）が属州を3分割したが、そのまま東ローマ帝国の管轄に組み込まれ8世紀頃まで同国の統治下に置かれた。